# FCW Florida Heavyweight Championship
Het FCW Florida Heavyweight Championship was een professioneel worstelkampioenschap van Florida Championship Wrestling (FCW), opleidingscentrum van World Wrestling Entertainment (WWE). Dit kampioenschap debuteerde op 15 februari 2008. In augustus 2012 veranderde WWE de FCW Wrestling in NXT Wrestling. Het kampioenschap werd vervangen door het NXT Championship.

## Titelgeschiedenis
| Nr.                 | Worstelaar          | Nr.                 | Datum             | Stad                  | Opmerkingen |
| ------------------- | ------------------- | ------------------- | ----------------- | --------------------- | --- |
| 1                   | Jack Swagger        | 1                   | 15 februari 2008  | Tampa (Florida)       | Jack swagger versloeg Ted DiBiase Jr. nadat ze als laatsten overbleven in een 23-man battle royal. Op 22 maart, Swagger versloeg Southern Heavyweight Champion Heath Miller en unificeerde de twee kampioenschappen en bekwam de Undisputed Heavyweight Championship in FCW. |
| 2                   | Sheamus O'Shaunessy | 1                   | 18 september 2008 | Tampa                 | |
| 3                   | Eric Escobar        | 1                   | 11 december 2008  | Tampa                 | |
| 4                   | Joe Hennig          | 1                   | 26 februari 2009  | Tampa                 | |
| 5                   | Drew McIntyre       | 1                   | 19 maart 2009     | Tampa                 | McIntyre versloeg Eric Escobar in een gewone match, die verving Hennig vanwege een blessure. |
| 6                   | Tyler Reks          | 1                   | 11 juni 2009      | Tampa                 | |
| 7                   | Heath Slater        | 1                   | 13 augustus 2009  | Tampa                 | |
| 8                   | Justin Gabriel      | 1                   | 24 september 2009 | Tampa                 | Het was een "2 out of 3 Falls match". |
| 9                   | Alex Riley          | 1                   | 18 maart 2010     | Tampa                 | Won in een Triple Threat match van Justin Gabriel en Wade Barrett. |
| 10                  | Mason Ryan          | 1                   | 22 juli 2010      | Tampa                 | Won in een Triple Threat match van Alex Riley en Johnny Curtis. |
| 11                  | Bo Rotundo          | 1                   | 3 februari 2011   | Tampa                 | Norman Smiley was de special guest referee. |
| 12                  | Lucky Cannon        | 1                   | 3 februari 2011   | Tampa                 | Brett DiBiase was de special guest referee. |
| 13                  | Bo Rotundo          | 2                   | 19 mei 2011       | Tampa                 | |
| Beschikbaar gesteld | Beschikbaar gesteld | Beschikbaar gesteld | 1 september 2011  | Tampa                 | Rotundo liep een blessure op en kon zijn titel niet verdedigen. |
| 14                  | Leo Kruger          | 1                   | 1 september 2011  | Tampa                 | Versloeg Dean Ambrose, Husky Harris en Damien Sandow in een Fatal Four-Way match voor het vacante titel. |
| 15                  | Mike Dalton         | 1                   | 2 februari 2012   | Tampa                 | |
| 16                  | Leo Kruger          | 2                   | 23 februari 2012  | Tampa                 | |
| 17                  | Seth Rollins        | 1                   | 23 februari 2012  | Tampa                 | |
| 18                  | Rick Victor         | 1                   | 16 juni 2012      | Crystal River         | |
| 19                  | Bo Dallas           | 3                   | 16 juni 2012      | Crystal River         | |
| 20                  | Rick Victor         | 2                   | 13 juli 2012      | Punta Gorda (Florida) | |
| 21                  | Richie Steamboat    | 1                   | 20 juli 2012      | Punta Gorda (Florida) | |
| Titel opgeborgen    | Titel opgeborgen    | Titel opgeborgen    | 14 augustus 2012  | Tampa                 | De WWE veranderde de FCW Wrestling in NXT Wrestling. |

## Statistieken
| Record            | Recordhouder                      | Record in cijfers  | Opmerkingen                                                                     |
| ----------------- | --------------------------------- | ------------------ | ------------------------------------------------------------------------------- |
| Meest regerend    | Bo Rotundo / Bo Dallas            | 3 keer             | Rotundo behaalde zijn derde titel op 16 juni 2012 door Rick Victor te verslaan. |
| Langst regerend   | Jake Hager / Jack Swagger         | 216 dagen          |                                                                                 |
| Kortst regerend   | Bo Rotundo Rick Victor Leo Kruger | <1 dag             |                                                                                 |
| Oudste kampioen   | Sheamus O'Shaunessy               | 30 jaar, 318 dagen |                                                                                 |
| Jongste kampioen  | Bo Rotundo                        | 20 jaar, 254 dagen |                                                                                 |
| Zwaarste kampioen | Sheamus O'Shaunessy               | 130 kg             |                                                                                 |
| Lichtste kampioen | Mike Dalton                       | 88 kg              |                                                                                 |

FCW 15 Championship · FCW Divas Championship · FCW Florida Heavyweight Championship · FCW Florida Tag Team Championship · FCW Southern Heavyweight Championship · Queen of FCW